# منظمة ربحية
منظمة ربحية هي منظمة يكون الهدف من تأسيسها و الغاية من أنشطتها هو كسب الأرباح ، على عكس المنظمات غير الربحية.

## بناء المنظمة
تكون المنظمة الربحية منشأة فردية أو شركة وذلك لغرض تحديد حصص الملكية في الأرباح و الأصول و تعمل في القطاع الخاص لكن يمكن أن تكون ضمن القطاع العام إذا كانت الحصص مملوكة بالكامل للقطاع العام وتضع أهدافًا تساعد المنظمة في نهاية المطاف على تحقيق الأرباح الاقتصادية . هذا النوع من الشركات يجعل أسهم الملكية مقابل دفع مبلغ معين من المال أو أصول ذات قيمة معينة. لا تتلقى هذه المنظمات الدعم من الحكومة عادةً لأنها تعمل من أجل مكاسب مالية خاصة، على عكس المنظمات غير الربحية الموجودة لخدمة مهمة. إضافةً إلى أن الشركة الهادفة إلى الربح طبيعتها تتطلب دفع الضرائب المطبقة والتسجيل لدى الدولة، كما يضع أي تبرع يتلقونه إلى السياسات الضريبية للدولة المعنية. الجزء الأكبر من هذه المنظمات هي شركات لها هوية مستقلة عن أصحابها، فالملاك ليسوا بصفتهم الشخصية المعنيون بسداد أي ديون قد تكون الشركة مدينةً بها.

## الأهداف
على عكس المنظمات غير الربحية عادةً ما تكون سياسات المنظمات الربحية موجهة نحو الربح مباشرةً. حيث يسعى مديروها ويهدفون إلى زيادة عائدات الشركة إلى أقصى حد مما يساهم بدوره في أرباح الأسهم. يمكن أن يكون هدفهم المادي مصحوبًا بهدف خدمة المجتمع وتسمى هذه الحالة بالمسؤوليةالمجتمعية.